# Soyopa
Soyopa es una localidad serrana del estado de Sonora, en México; es cabecera del municipio homónimo. Su nombre en lengua yaqui significa "tierra caliente".

## Geografía

### Poblaciones del municipio
En el municipio de Soyopa se encuentran las localidades del Llano Colorado, Rebeico, Rebeiquito, La Estrella, San Antonio de la Huerta, Tónichi y su cabecera, Soyopa.

#### El Novillo
El Novillo o Campamento “El Águila”, se fundó con trabajadores que llegaron de diferentes partes de México a trabajar en la construcción de la presa Plutarco Elías Calles, “El Novillo”, es una de las obras más grandes de Sonora. Los trabajos iniciaron en 1958 con la construcción de la carretera Hermosillo-El Novillo y, en 1960, dieron principio las excavaciones y la cimentación de toda la construcción, para inaugurarla en 1964. En esos años, la población tuvo su mejor auge y en la actualidad la habitan unas cuantas familias dedicadas principalmente a la pesca y la ganadería.

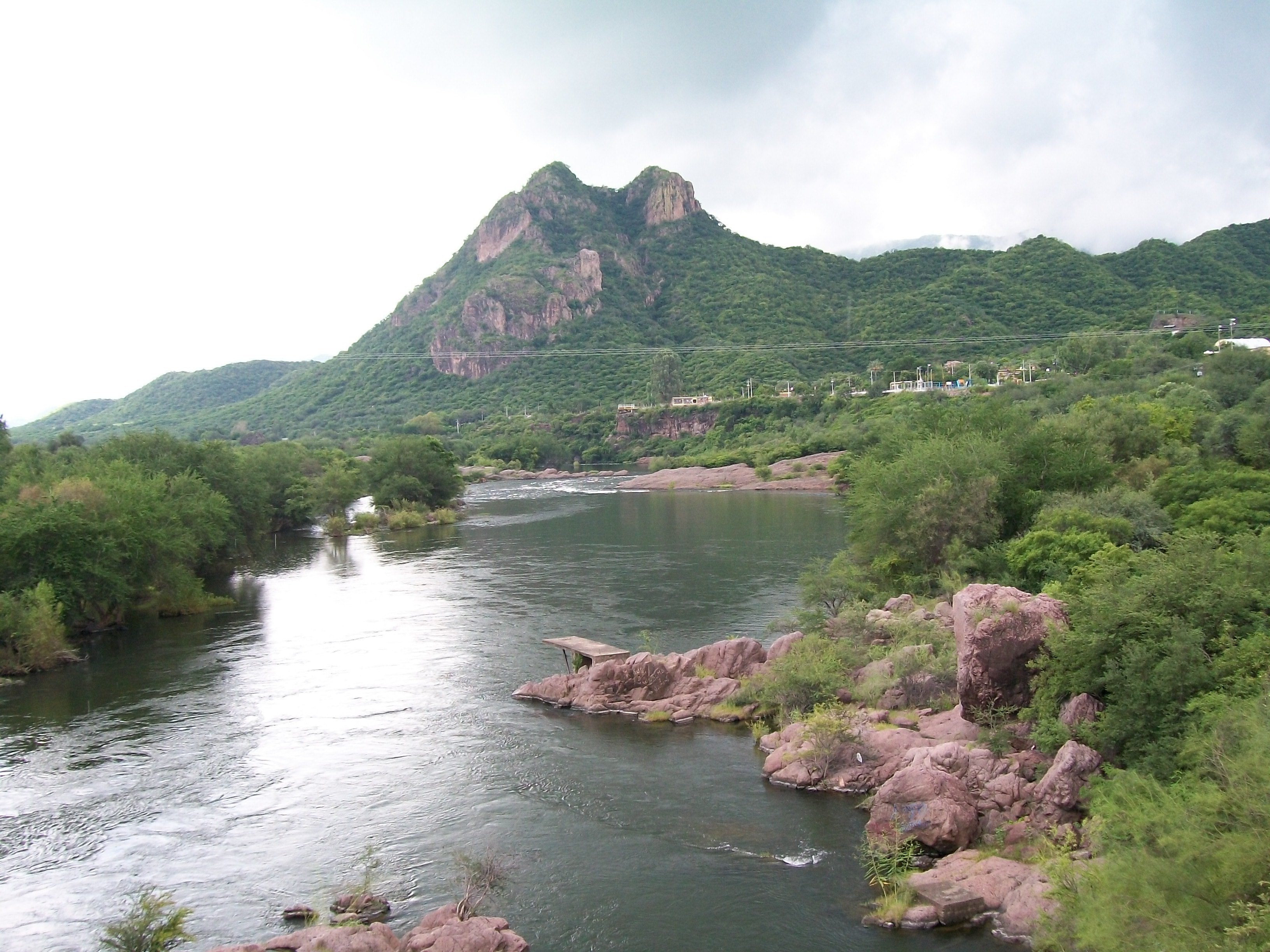
Presa El Novillo.

### Clima
| Parámetros climáticos promedio de Soyopa, Sonora (1951-2010)                     | Parámetros climáticos promedio de Soyopa, Sonora (1951-2010) | Parámetros climáticos promedio de Soyopa, Sonora (1951-2010) | Parámetros climáticos promedio de Soyopa, Sonora (1951-2010) | Parámetros climáticos promedio de Soyopa, Sonora (1951-2010) | Parámetros climáticos promedio de Soyopa, Sonora (1951-2010) | Parámetros climáticos promedio de Soyopa, Sonora (1951-2010) | Parámetros climáticos promedio de Soyopa, Sonora (1951-2010) | Parámetros climáticos promedio de Soyopa, Sonora (1951-2010) | Parámetros climáticos promedio de Soyopa, Sonora (1951-2010) | Parámetros climáticos promedio de Soyopa, Sonora (1951-2010) | Parámetros climáticos promedio de Soyopa, Sonora (1951-2010) | Parámetros climáticos promedio de Soyopa, Sonora (1951-2010) | Parámetros climáticos promedio de Soyopa, Sonora (1951-2010) |
| Mes                                                                              | Ene.                                                         | Feb.                                                         | Mar.                                                         | Abr.                                                         | May.                                                         | Jun.                                                         | Jul.                                                         | Ago.                                                         | Sep.                                                         | Oct.                                                         | Nov.                                                         | Dic.                                                         | Anual                                                        |
| -------------------------------------------------------------------------------- | ------------------------------------------------------------ | ------------------------------------------------------------ | ------------------------------------------------------------ | ------------------------------------------------------------ | ------------------------------------------------------------ | ------------------------------------------------------------ | ------------------------------------------------------------ | ------------------------------------------------------------ | ------------------------------------------------------------ | ------------------------------------------------------------ | ------------------------------------------------------------ | ------------------------------------------------------------ | ------------------------------------------------------------ |
| Temp. máx. abs. (°C)                                                             | 38.0                                                         | 39.0                                                         | 42.0                                                         | 46.0                                                         | 48.0                                                         | 48.0                                                         | 48.0                                                         | 47.0                                                         | 46.0                                                         | 45.0                                                         | 41.0                                                         | 39.0                                                         | 48.0                                                         |
| Temp. máx. media (°C)                                                            | 27.5                                                         | 29.2                                                         | 31.9                                                         | 35.5                                                         | 39.5                                                         | 42.5                                                         | 40.1                                                         | 38.7                                                         | 38.6                                                         | 36.4                                                         | 31.9                                                         | 27.6                                                         | 35.0                                                         |
| Temp. media (°C)                                                                 | 16.0                                                         | 17.6                                                         | 20.0                                                         | 23.2                                                         | 27.5                                                         | 31.6                                                         | 30.5                                                         | 29.8                                                         | 29.4                                                         | 25.5                                                         | 20.3                                                         | 16.2                                                         | 24.0                                                         |
| Temp. mín. media (°C)                                                            | 4.6                                                          | 6.1                                                          | 8.1                                                          | 10.9                                                         | 15.5                                                         | 20.6                                                         | 21.0                                                         | 20.9                                                         | 20.0                                                         | 14.6                                                         | 8.7                                                          | 4.8                                                          | 13.0                                                         |
| Temp. mín. abs. (°C)                                                             | -5.0                                                         | -5.0                                                         | -3.0                                                         | 1.0                                                          | 4.0                                                          | 9.0                                                          | 7.0                                                          | 10.0                                                         | 9.0                                                          | 3.0                                                          | -2.0                                                         | -6.0                                                         | -6.0                                                         |
| Precipitación total (mm)                                                         | 33.0                                                         | 25.8                                                         | 9.6                                                          | 1.6                                                          | 6.0                                                          | 40.4                                                         | 204.8                                                        | 156.8                                                        | 86.7                                                         | 28.4                                                         | 22.5                                                         | 37.3                                                         | 652.9                                                        |
| Días de precipitaciones (≥ 0.1 mm)                                               | 2.6                                                          | 2.2                                                          | 1.0                                                          | 0.2                                                          | 0.5                                                          | 2.9                                                          | 10.9                                                         | 8.7                                                          | 5.3                                                          | 2.3                                                          | 2.0                                                          | 2.2                                                          | 40.8                                                         |
| Fuente: Servicio Meteorológico Nacional. Actualizado el 14 de diciembre de 2016. |                                                              |                                                              |                                                              |                                                              |                                                              |                                                              |                                                              |                                                              |                                                              |                                                              |                                                              |                                                              |                                                              |

## Demografía
| Religiones más frecuentes (censo 2010) | Religiones más frecuentes (censo 2010) | Religiones más frecuentes (censo 2010) | Religiones más frecuentes (censo 2010) | Religiones más frecuentes (censo 2010) |
| -------------------------------------- | -------------------------------------- | -------------------------------------- | -------------------------------------- | -------------------------------------- |
| Religión                               | Religión                               |                                        | Porcentaje                             | Porcentaje                             |
|                                        |                                        |                                        |                                        |                                        |
| Católicos                              | Católicos                              |                                        | 97.6%                                  | 97.6%                                  |
| No especificado                        | No especificado                        |                                        | 0.9%                                   | 0.9%                                   |

De acuerdo con los resultados de la Encuesta Intercensal 2015 del Instituto Nacional de Estadística y Geografía (INEGI), el municipio de Soyopa cuenta con 1420 habitantes, cuando el censo de población de 2010 había 369 en La Estrella, 288 en Tónichi y 210 en San Antonio de la Huerta (la edad mediana de la población municipal era 35 años). La población del municipio de Soyopa representa el menos del 0.1% de la población total de Sonora.

## Economía
En 2015 la población económicamente activa del municipio era del 49.5% de los cuales el 80.5% son hombres y el resto mujeres. De la población no económicamente activa, el 55.1% son personas dedicadas a los quehaceres del hogar, 24.2% se dedica a otra actividad económica y 12.7% son estudiantes.

## Política

### Período de Gestión y representación política
- 1943 - 1946: Ernesto Taddei Sánchez
- 1946 - 1949: José Luis Moreno Vásquez
- 1949 - 1952: Francisco Tanori Burrola
- 1952 - 1955: Alejandro F. Bringas Duarte
- 1955 - 1958: Luis Carlos Bringas Duarte
- 1958 - 1961: Dolores Moreno
- 1961 - 1964: Jesús Encinas Landavazo
- 1964 - 1967: Fernando Bringas García
- 1967 - 1970: Epifanio Taddei Andrade
- 1970 - 1973: Trinidad Encinas Monge
- 1973 - 1976: Víctor Manuel Taddei Andrade
- 1976 – 1979: Ramón Durazo Moreno
- 1979 – 1982: Rogelio Alvarado Rosas
- 1982 – 1985: Ildefonso Ortega Martínez
- 1985 – 1988: Isaías Sánchez Encinas
- 1988 – 1991: Roberto Vázquez Jaime
- 1991 – 1994: Gildardo Encinas Martínez
- 1994 – 1997: Juan Antonio Moreno Encinas
- 1997 – 2000: Juan Lorenzo Baz Moreno
- 2000 – 2003: Efraín Moreno Miranda
- 2003 – 2006: Cuahutemoc Camacho García
- 2006 - 2009: Arnoldo Moreno Encinas
- 2009 - 2012: Alonso Sánchez Encinas
- 2012 - 2015: Juan Carlos Olivas
- 2015 - 2018: Manuel García Verdugo
- 2018 - 2021 Alberto Isaac Mugica Jaime
- 2021 - 2024 Efraín Moreno Miranda.

## Cultura

### Festividades y lugares de interés
En Soyopa se celebra la Semana Santa y en septiembre su santo patrón San Miguel Arcángel. También celebran las fiestas típicas de Navidad y Año nuevo.
Algunos lugares de interés son Saporichi, La Bocana, Saporoba, El Valle, La Noria, El Bajon, El Cerrito, La Sabanilla, La Mesa de la Tortuga, el Real Viejo, La Planilla, El Cascajal y la plaza pública del lugar. Festejar día de San Miguel, patrón del pueblo, con la música en el atrio, con las tradicionales mañanitas al santo patrono (más aún si es la música de los chanchis). También se festeja la Semana Santa con el Vía Crucis y con los Fariseos o Judíos como allí se les llama.Hay hotel,y cuartos amueblados.Y lugares donde expenden alimentos.

### Hijos ilustres
Muchos habitantes de Soyopa se destacaron durante el siglo XX en diferentes actividades y otros constituyen parte de la vida cotidiana en el pueblo. Destacan:
- Herminio Ahumada se distinguió en la olimpiada de 1924, fue fundador de la Universidad de Sonora. Yerno de José Vasconcelos, en 1944 siendo diputado respondió el informe de Manuel Ávila Camacho diciendo lo que realmente pensaba lo cual sorprendió a la clase política ya que no era usual ese tipo de respuesta.
- Profesor Ramón Durazo Moreno, quien por más de tres décadas vio pasar por las aulas de la escuela Guadalupe Victoria a varias generaciones de estudiantes y sin lugar a duda el maestro más prestigiado y recordado por su capacidad y entrega a la educación de muchas generaciones de soyopeños.
- Es en este pueblo donde están las raíces familiares del Héroe de Nacozari, Jesús García Corona